# Aleksander Skrzyński
Aleksander Józef Skrzyński (1882-1931) jurista i polític, va ser el primer ministre de Polònia entre el 1925 i el 1926. També va ser Ministre de Relacions Exteriors del seu país dues vegades: 1922-1923, i 1924-1926.